# Logname
logname (від англ. Logon Name) — UNIX-утиліта, що виводить ім'я користувача, що викликає команду. На відміну від id, whoami - logname повертає логін того користувача, з яким він залогинився в операційну систему, це дозволяє ідентифікувати процеси користувача який змінив свої привелегії за допомогою утілит su, sudo.
Дані для програми система отримує із системного файлу (частіше це або `/var/run/utmp' або `/etc/utmp'). Вперше ця команда з'явилася в UNIX System III.

## Використання
logname
Виводить на екран ім'я поточного користувача.
У різних версіях UNIX крім Linux ця утиліта не має аргументів.
Версія logname для Linux може використовувати аргументи:
--helpпоказати цю довідку і вийти
--versionпоказати інформацію про версію і вийти